# Thủy điện A Lin
Thủy điện A Lin là nhóm thủy điện xây dựng trên suối A Lin và sông Rào Trăng ở vùng đất xã Trung Sơn huyện A Lưới và xã Phong Xuân huyện Phong Điền thành phố Huế, Việt Nam.
Năm 2020 cụm thủy điện A Lin - Rào Trăng có 4 bậc với tổng công suất lắp máy 89 MW.
- Thủy điện A Lin B1 có công suất lắp máy 42 MW với 2 tổ máy, sản lượng điện hàng năm 165 triệu KWh, khởi công tháng 10/2010, hoàn thành tháng 1/2019. A Lin B1 có đập chính trên suối A Lin 16°18′43″B 107°08′55″Đ / 16,311886°B 107,1487°Đ ở xã Trung Sơn huyện A Lưới, cừa hầm dẫn nước cách đập 6 km 16°21′47″B 107°09′09″Đ / 16,363121°B 107,152474°Đ, đường hầm 4 km đưa nước tới nhà máy ở xã Phong Mỹ huyện Phong Điền, xả nước ra Rào Trăng.
- Thủy điện A Lin B2 có công suất lắp máy 20 MW với 2 tổ máy, sản lượng điện hàng năm 70 triệu KWh, khởi công năm 2016, hoàn thành tháng 11/2019, xây dựng trên sông Rào Trăng. 16°24′15″B 107°12′10″Đ / 16,404101°B 107,202715°Đ
- Thủy điện Rào Trăng 3 có công suất lắp máy 13 MW với 2 tổ máy, sản lượng điện hàng năm 44 triệu KWh, khởi công năm 2016, hoàn thành năm 2019, xây dựng trên sông Rào Trăng tại xã Phong Xuân. 16°24′38″B 107°13′41″Đ / 16,410472°B 107,228174°Đ
- Thủy điện Rào Trăng 4 có công suất lắp máy 14 MW với 2 tổ máy, sản lượng điện hàng năm 46 triệu KWh, khởi công năm 2016, hoàn thành năm 2019, xây dựng trên sông Rào Trăng tại xã Phong Xuân. 16°23′50″B 107°17′53″Đ / 16,39731°B 107,298038°Đ

Thủy điện A Lin B1 đưa nước từ suối A Lin trong mạng lưới sông Sê Kông - Mekong sang Rảo Trăng, tăng nguồn nước cho 3 bậc còn lại và cho cả Thủy điện Hương Điền 16°27′30″B 107°25′21″Đ / 16,458333°B 107,4225°Đ trên sông Bồ.